# モーガン夫人の秘密
『モーガン夫人の秘密』（モーガンふじんのひみつ、The Aftermath）は、2019年のアメリカ合衆国・イギリス・ドイツのドラマ映画。監督はジェームズ・ケント、主演はキーラ・ナイトレイが務めた。本作はリディアン・ブルックが2013年に発表した同名小説を原作としている。
なお、本作は日本国内で劇場公開されなかったが、2019年10月2日に映像ソフトが発売された。

## ストーリー
第二次大戦後間もない1946年の冬。レイチェル・モーガンはドイツのハンブルクにやって来た。レイチェルの夫、ルイスはイギリス軍の大佐であり、ハンブルクの復興の任と占領に反抗するゲリラへの対処に追われていた。ロンドン大空襲で息子を亡くしたことは、夫婦関係にも暗い影を落としていた。
二人は軍が徴発した邸宅に滞在し、その間、家の元の持ち主であるステファン・ルバートとその娘は屋根裏部屋で暮らすことになる。レイチェルは息子の仇であるドイツ人と一緒に暮らすことになり、実に不快な気分になっていたが、ステファンの妻がハンブルク空襲に巻き込まれて亡くなったと知る。同じく戦争で家族を喪った傷を持つ二人は急速に惹かれ合っていく。スイスに家を建てて暮らそうと語るステファンだが、国外へ行くには非ナチ証明書が必要だった。レイチェルは友人を介して証明書発行に働きかけ、それを知ったルイスは二人の関係を悟る。

## キャスト
※括弧内は日本語吹替。
- レイチェル・モーガン - キーラ・ナイトレイ（園崎未恵）
- ステファン・ルバート - アレクサンダー・スカルスガルド（川島得愛）
- ルイス・モーガン - ジェイソン・クラーク（堀内賢雄）
- バーカー市長 - フィオン・オシェイ（英語版）（岩中睦樹）
- スーザン - ケイト・フィリップス（英語版）（松本佳奈）
- バーナム - マーティン・コムストン
- ジークフリード・ライトマン - アレクサンダー・シェーア

## 製作
2016年8月17日、フォックス・サーチライト・ピクチャーズがリディアン・ブルックの小説『モーガン夫人の秘密』の映画化に着手しており、キーラ・ナイトレイとアレクサンダー・スカルスガルドが起用されたと報じられた。18日、ジェイソン・クラークが本作の出演交渉に臨んでいるとの報道があった。2017年1月、本作の主要撮影がチェコのプラハで始まった。3月9日、フィオン・オシェイがキャスト入りした。

## マーケティング・興行収入
2018年10月16日、本作のオフィシャル・トレイラーが公開された。2019年2月26日、本作はグラスゴー映画祭でプレミア上映された。
2019年3月15日、本作は全米5館で限定公開され、公開初週末に5万6419ドル（1館当たり1万1284ドル）を稼ぎ出し、週末興行収入ランキング初登場55位となった。

## 評価
本作に対する批評家からの評価は芳しいものではない。映画批評集積サイトのRotten Tomatoesには141件のレビューがあり、批評家支持率は27%、平均点は10点満点で4.97点となっている。サイト側による批評家の見解の要約は「雰囲気は良いのだが、失敗作である。『モーガン夫人の秘密』は歴史ドラマを追い求めてやまない人々にとってのみ鑑賞する価値のある作品である。」となっている。また、Metacriticには33件のレビューがあり、加重平均値は43/100となっている。